# Покощеве
Покоще́ве — село в Україні, у Звягельському районі Житомирської області. Населення становить 153 осіб. Входить до складу Ємільчинської селищної громади.

## Географія
Межує на півночі з Заровенкою, на північному сході з Садками, на сході з Середами, на південному сході з Старими Сербами, на півдні з Сербами, на південному заході з Тайками, на заході з Просікою, на північному заході з Боляркою.

## Історія
До 1939 року — німецька колонія Сербівської волості Новоград-Волинського повіту Волинської губернії. Відстань від повітового міста 35 верст, від волості 5. Дворів 46, мешканців 355.
У 1923—54 роках — адміністративний центр Покощівської сільської ради.